# Compagnie nantaise de navigation aérienne
La Compagnie nantaise de navigation aérienne (C.N.A.A) était une compagnie aérienne française effectuant du transport de marchandise au départ de La Turballe et La Baule en Loire Inférieure (Loire-Atlantique), principalement de sardines fraiches.

## Histoire

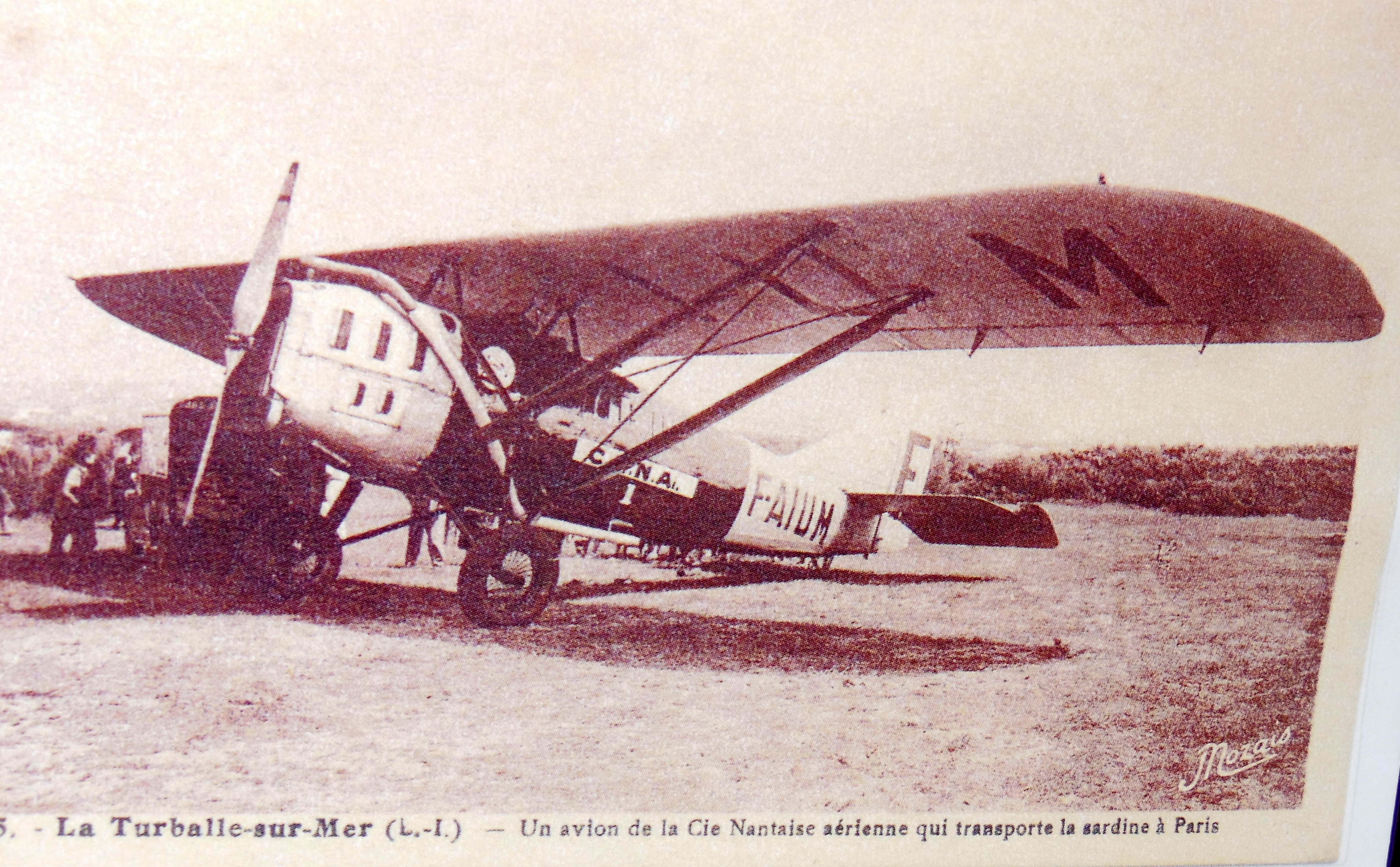
Latécolère de la CNNA à la Turballe

En 1935, à la suite de l’absence de débouchés pour les sardines de La Turballe et du Croisic, l’aviateur René Marchesseau proposa dès le 6 juin aux pêcheurs de La Turballe d'acheter leurs sardines immédiatement après la pêche pour les transporter fraiches par avion à Paris et ainsi les proposer sur les étals des halles centrales de Paris et aux restaurateurs parisiens le soir même.
Le commandant Marchesseau estimait pouvoir transporter 30 000 sardines soit 1 tonne jusqu’à Paris.
L'aventure intéressa notamment trois industriels nantais. Le chef de file était André Matile, propriétaire des "Grands Garages de Bretagne" basés 20 rue Racine à Nantes, qui devint le président de la Compagnie nantaise de navigation aérienne. Un accord fut signé avec l'Aéro-Club de l'Atlantique de Nantes dont le président, René Poisson fut nommé administrateur technique. Parmi les responsables de la société figurait également M. Méon, administrateur commercial et en 1936, M. Cancanas.
Un terrain de fortune fut construit à 1500 mètres de la criée de la Turballe pour accueillir les avions de la C.N.N.A. Le temps de la construction d’une piste à la Turballe, sur la plage de la Falaise à Pen-Bron, les avions partaient des aérodromes de La Baule-Escoublac ou Nantes-Château Bougon.
En créant la C.N.N.A. (pour Compagnie nantaise de navigation aérienne) dont le siège social était à Nantes, René Marchesseau inventa le premier transport commercial privé de fret aérien en Loire-Inférieure, aujourd’hui la Loire Atlantique. Elle fut la première à appeler son avion, un avion-cargo.
Le premier avion sardinier fut réceptionné le 3 juillet 1935 à Paris par le Commandant Marchesseau, un Latécoère 25/3R ayant conservé sa livrée rouge et blanc de l'Aéropostale (Air France) portant maintenant les initiales de la compagnie C.N.N.A. Il a été vendu par Air France à très bas prix.
Les sardines fraiches déchargées à 8h00 au port de La Turballe partaient à 11h00 en avion de l’aérodrome de La Baule et arrivaient à l’aérodrome du Bourget (Paris) à 15h00 puis se retrouvaient à Paris à 16h à un prix imbattable, vendues entre 25 et 35 centimes pièce au lieu des 60 à 70 centimes habituels.
Le premier vol commercial vers Paris était programmé pour le 15 juillet avec ce jour-là 1000 kg soit 30 à 50 000 sardines fraiches mais les commissaires des halles centrales s'étaient élevés contre le projet et remettaient en cause le projet. Plusieurs jours furent perdus en attendant d'obtenir les autorisations de vente dans les rues de Paris.
Le 28 juillet, Marchesseau décolla de La Baule pour le nouveau terrain de La Turballe où le Latécoère 25 fut baptisé par Madame de Montaigu, la femme du député en présence des autorités locales, du syndicat des pécheurs et les membres de la CNNA,.
Le terrain de la Turballe n'étant pas adapté au décollage des avions à pleine charge, les avions décolleront finalement de La Baule.
La première livraison à Paris se fera le 1er août 1935, avec 20 000 sardines à bord du Latécoère 25 immatriculé F-AIUM pour Le Bourget où attendait un camion de la compagnie pour la livraison dans le centre de Paris.
Jusqu'au 19 août, l'avion sardinier transporta quotidiennement sauf le dimanche entre 20 et 25 000 sardines. Entra alors un second appareil Latécoère 25 en livrée rouge et blanche, le F-AIJX et le 22 août, le F-AIQJ.
Dès le 19 août apparurent des difficultés entre les pêcheurs de sardines et les usines à la suite des accords entre les divers intervenants qui définissaient  l'ordre dans lequel étaient effectuées les ventes sur la base d'un prix convenu chaque jour à savoir l'avion prenait sa part, puis les mareyeurs, puis les usines locales et enfin les usines "étrangères" mais le 12 août, un mareyeur agissant pour le compte d'une usine étrangère détourna les accords, devant les protestations, les pêcheurs votèrent alors une décision de vente au plus offrant, la notion de prix garanti pour la C.N.N.A. était fragilisée.
Pour la première fois le 22 août, deux avions volent vers Paris emportant à eux deux 43 000 sardines. La même opération se déroulera les jours suivants, il fut décidé d'utiliser dorénavant le terrain aménagé à La Turballe.
Le 23 août, le commandant Marchesseau se trouva bloqué par le mauvais temps avec 20 000 sardines et fut obligé de se poser au Mans. N'espérant plus atteindre Paris à temps et plutôt que de sacrifier sa cargaison, il se débrouilla pour vendre son chargement à une maison d'alimentation du Mans qui lui demanda alors de devenir une escale régulière de la ligne entre La Turballe et Paris.
La compagnie ouvrit d’autres destinations comme Le Mans (inauguration officielle le 5 septembre), Tours, Angers et Poitiers (inauguration le 12 septembre),, Rennes (1er vol le 13 septembre,, et inauguration le 17 septembre), Limoges, Orléans, Chartres et Versailles le mois suivant.
La C.N.N.A. acheta jusqu'à 125 000 sardines par jour mais les prix s'envolant, mettaient en péril l'aventure.
En mai 1936, la compagnie acheta deux nouveaux appareils, un Latécoère 17 immatriculé F-AIEL et un Fairman F.190 immatriculé F-AIXM.
Par contre, la saison de pêche débuta très mal avec un prix de la sardine élevé (90 à 100 francs le mille contre 70 francs le mille en 1935).
La compagnie disposait jusqu’à 5 avions dont des Latécoère 25 (ex-Air France/Aéropostale), un Latécoère 17 et un Fairman F-190.
Tous les soirs pendant la saison de pêche à la sardine, le pilote de l’avion suivait la ligne de chemin de fer Nantes-Paris, aidé dans sa progression par les châteaux d’eau portant en lettres rouges le nom des localités qui alimentaient les locomotives à vapeur.
Cette aventure avait un nom, « Les sardines volantes ».
Le 8 juin 1936, les pêcheurs en réunion avec Messieurs Matile et Cancanas confirmèrent la priorité de l'avion pour la livraison jusqu'à 13h seulement, par contre sans prix garanti, le prix étant fixé par la concurrence.
Dès le début juillet 1936, la pêche fut mauvaise et très irrégulière et la compagnie C.N.N.A. mal servie en quantité avec des pêcheurs cherchant l'augmentation des prix (110 francs le mile). Le mois d'août fut particulièrement difficile et la concurrence des camions frigorifiques était bien établie.
D'autres destinations étaient desservies comme Angoulême,, Vichy, Metz, Strasbourg, Nancy, Dijon, Lyon ou Genève.
La fin de l’aventure sonna en novembre 1936, la concurrence des camions frigorifiques était désormais bien établie avec en plus une mauvaise pêche et des mouvements sociaux faisaient que la C.N.N.A. avait de plus en plus de mal à remplir ses avions.

## Incidents
Le 10 octobre 1935, venu prendre livraison d'un appareil de la compagnie C.N.N.A. à Toulouse-Francazal , après décollage, l'appareil perdit de la vitesse et vint toucher un avion "Simoun" de la compagnie Air Bleu. Le pilote de la C.N.N.A. fut sorti de l'appareil avec les deux jambes cassées.
En août 1936, en raison d'un fort brouillard, un des avions de la CNNA est contraint d'atterrir en urgence près de l'aéroport de Saint-Nazaire Montoir avec 400 kg de raisin à bord lors d’une liaison Limoges - La Baule,.
Le 30 août 1936, le chef pilote Marchesseau eut un accident privé lors d'un baptême aérien près de la Baule (arrêt moteur de l'appareil) faisant 1 mort et 4 blessés. Marchesseau, également pilote à l'aéroclub de la Baule, subit une fracture du genou.

## Le réseau
- La Turballe - Paris[26],[27],[28],
- La Turballe - Le Mans - Paris[29],
- La Baule - Paris,
- La Turballe - Tours[30],
- La Turballe - Angers/Avrillé[31],
- La Turballe - Poitiers,
- La Turballe - Orléans,
- La Turballe - Versailles,
- La Turballe - Chartres,
- Nantes - Paris,
- La Baule - Limoges/Feytiat[32],
- La Turballe - Rennes.

## Flotte
- Latécoère 25/3R n°707, F-AIUM
- Latécoère 25/3R (ex 17/3 n°621) F-AIJX
- Latécoère 25/3R n°641, F-AIQJ[33]
- Latécoère 17 F-AIEL
- Farman F.190 n°3 F-AIXM